# Ерофей
Ерофе́й (устар. Иерофей) — мужское русское личное имя греческого происхождения от церковного христианского имени Иерофей (ἱερός — священный и θεός — бог).
Именины: 26 сентября, 17 октября, 11 декабря.
От имени произошли фамилии: Ерофеев, Ерошин, Ерошкин, Ерохин, Ерощенко.
- Арена «Ерофей» — арена для игр по хоккею с мячом в Хабаровске, место проведения Чемпионата мира по хоккею с мячом (2015 год).